# Wilkes megye (Észak-Karolina)
Wilkes megye az Amerikai Egyesült Államokban, azon belül Észak-Karolina államban található. Megyeszékhelye Wilkesboro, legnagyobb városa North Wilkesboro. Lakosainak száma 65 969 fő (2020. április 1.). Wilkes megye Ashe, Alexander, Alleghany, Surry, Yadkin, Iredell, Caldwell és Watauga megyékkel határos.

## Népesség
A megye népességének változása:
| Lakosok száma | 69 232 | 69 201 | 69 208 | 69 023 | 68 502 | 65 969 |
|               | 2010   | 2011   | 2012   | 2013   | 2015   | 2020   |